# Bert Cameron
Bert Cameron, född 16 november 1959 i Spanish Town, Jamaica, är en jamaicansk före detta friidrottare (löpare). 
Camerons huvudsakliga distans var 400 meter, en distans som endast en landsman (Roxbert Martin, 44,49 1997) löpt snabbare än Cameron.
Cameron blev centralamerikansk och karibisk mästare 1981 och vann Samväldesspelen 1982. Han blev den förste världsmästaren på 400 meter då han vann finalloppet i Helsingfors 1983 efter att ha noterat 45,05, övriga medaljer togs av amerikanerna Mike Franks (45,22) och Sunder Nix (45,24). Cameron fortsatte karriären med att vinna silver vid panamerikanska spelen 1987 på 44,72, endast slagen av Förenta Staternas Raymond Pierre (44,60). Karriären kröntes sedan med att Cameron som slutman vann silver på 4x400 meter i OS 1988 på tiden 3.00,30, efter Förenta Staterna (2.56,16) men före Västtyskland (3.00,56). Individuellt blev Cameron sjätte man i samma mästerskap på tiden 44,94. Under den aktiva karriären mätte Cameron 185 centimeter och vägde 80 kilogram.

## Personligt rekord
- 400 meter: 44,50, Seoul, 26 september 1988